# María Luisa Caturla
María Luisa Caturla   (Sant Gervasi de Cassoles, 10 de juliol de 1888 - Villaviciosa de Odón, 25 d'agost de 1984) va ser una historiadora de l'art, vocal del Reial Patronat del Museu del Prado des de 1960, membre de la Reial Acadèmia de Belles Arts de Sant Ferran des de 1979 i acadèmica honorària de la Reial Acadèmia Extremenya el 1982. S'han destacat els seus estudis dels pintors Antonio de Puga i Francisco de Zurbarán.

## Biografia
Nascuda el 1888 a Sant Gervasi de Cassoles, Maria Lluïsa Levi i Caturla era filla de l'enginyer alemany Eduard Levi Stein i la valenciana Maria del Remei Caturla i Puig.
De molt jove, es va casar amb l'empresari alemany Kuno Kocherthaler (1881-1944), fill del soci empresarial del seu pare, amb qui tindria cinc fills (altres fonts assenyalen quatre). El 1921, el matrimoni es va instal·lar en un palauet del passeig de la Castellana de Madrid, projectat per l'arquitecte Alfred Breslauer, que treballava per a la comunitat judeo-alemanya del barri de Dahlem a Berlín. Construït en un estil classicista, l'edifici es va convertir en una veritable galeria d'art.
El 1926, va formar part de la Comissió Nacional organitzadora del Centenari de Goya, i el 1927, va obtenir el divorci a Alemanya.
Fou alumna a Madrid del cercle de José Ortega y Gasset, i va completar els seus estudis a Alemanya. El 1944 va publicar Arte de épocas inciertas sobre la presència del gòtic flamíger a l'art modern. Especialitzant-se en la pintura espanyola del segle xvii, amb treballs recollits en les seves obres Pinturas, frondas y fiestas del Buen Retiro, Los retratos del salón dorado en el antiguo Alcázar de Madrid -tots dos publicats el 1947-, Un pintor gallego en la corte de Felipe IV. Antonio Puga, obra conjunta amb Francisco Javier Sánchez Cantón, publicada el 1952, i Cartas de pago de los cuadros de batallas del Salón de Reinos (1960).
Considerada una de les especialistes en l'obra de Francisco de Zurbarán, recerques amb les quals va aconseguir la troballa de la partida de defunció del pintor extremeny, que va reflectir en les seves publicacions sobre el fill de Zurbarán, Juan de Zurbarán (1953), Velázquez i Zurbarán (1960) i Fin y muerte de Zurbarán (1964), participant també a l'elaboració del catàleg de l'exposició Zurbarán en el III centenario de su muerte, organitzada pel Museu del Prado el 1965. A més a més d'aquestes monografies, destaca la seva participació en treballs col·lectius com Paret, de Goya coetáneo y dispar, i l'estudi sobre Zurbarán en col·laboració amb Odile Delenda.
El 1975 va rebre el Llaç de l'Orde Civil d'Alfons X el Savi, condecoració reservada a les dames des del 1955 fins al 1988. Va morir a Villaviciosa de Odón (Madrid) als 96 anys.